# 狂言

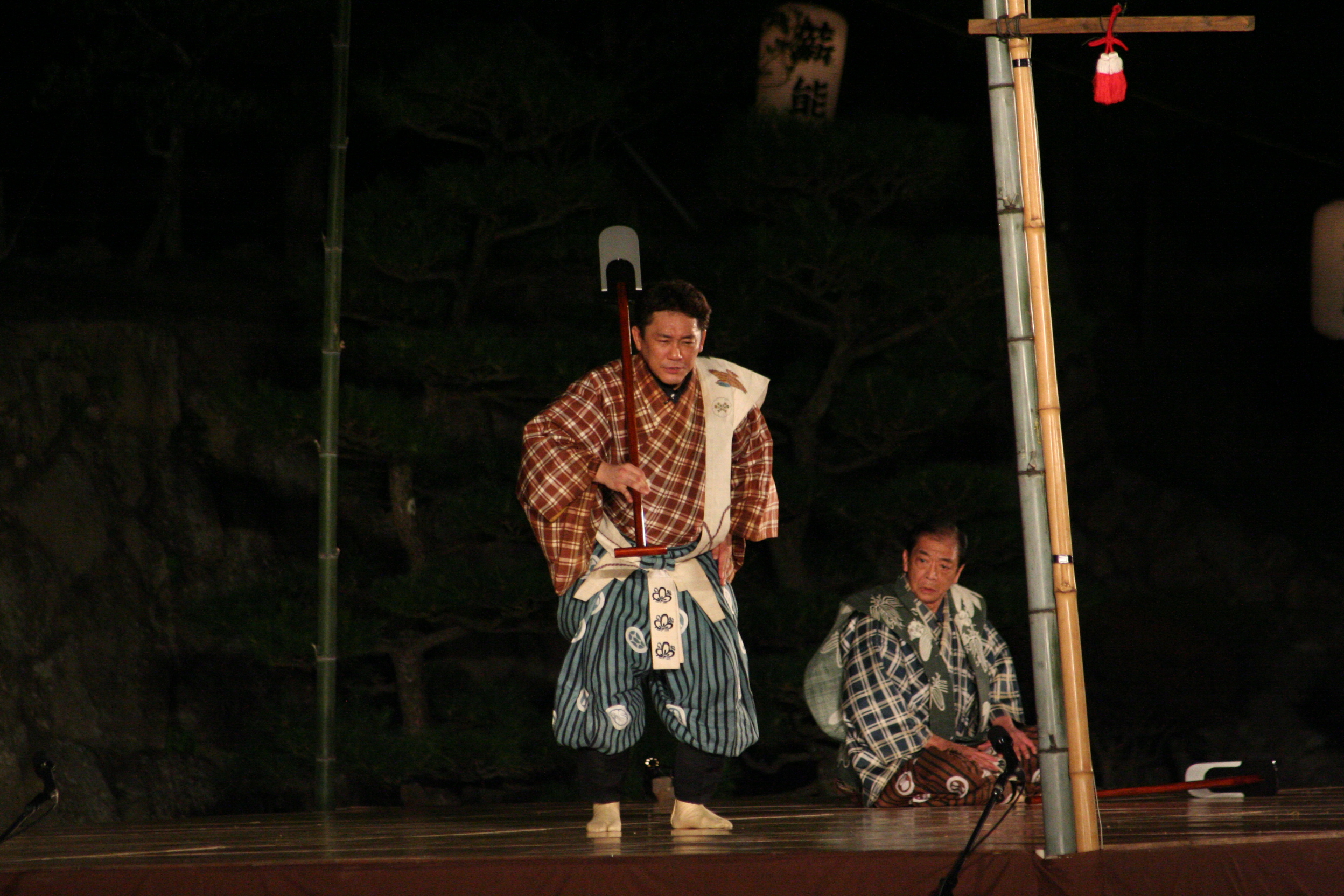
狂言

狂言（日语：きょうげん）是一種日本傳統藝能，由猿樂發展而來，以猿樂中的滑稽成分為骨幹洗練而成。明治時代以降，狂言與能劇、式三番並稱能樂，與能劇、歌舞伎、文樂並稱日本四大古典戲劇。

## 概要
狂言是一種話劇，由兩個以上的人物及其對話所構成，演藝人員稱為狂言師。它與能劇共同繼承了猿樂的特色：舞蹈要素豐富，有許多抽象且象徵性的表現。
狂言與能劇都由猿樂發展而來，兩者常彼此穿插表演。相較之下，能劇的重心放在舞蹈，有許多抽象、象徵性的表現，悲劇氛圍較為濃厚；狂言則強調擬物（日语：物真似）與丑角（日语：道化），內容簡單、即興且幽默，大量運用庶民題材與民俗俚語，不時諷刺貴族、武士等當權者，以挖掘人類本質中共通的弱點帶來歡笑。
狂言劇碼的諷刺性可能很強，但在祭祀（日语：まつり）場合也有以祝願觀眾幸運為主的曲目。

### 語源
「狂言」一詞源於佛教所謂「狂言綺語」（日语：きょうげんきご），此詞語在唐代常用於批評詩歌或小說（例：白居易「願以今生世俗文字業狂言綺語之誤，翻為当来世世讃佛乗之因轉法輪之縁」），幽默的舞蹈、笑話或胡扯也可稱為狂言。在日本南北朝時代時，「狂言」開始固定用來指涉猿樂等滑稽的物真似藝能。
江戶時代中期，「狂言」一詞泛指今日的狂言、演劇（歌舞伎或文樂）等不同藝能，例如歌舞伎即有「狂言芝居」的用法，亦有稱呼歌舞伎為「歌舞伎狂言」，稱呼本條目中所謂狂言為「能狂言」的用法，在文獻中往往不易區分其定義。現代歌舞伎也常常有以「狂言」為名的節目。

## 歷史
日本奈良時代初期，受到來自歐亞大陸的「伎樂」與「散樂」影響，申樂（猿樂）問世。關於狂言與能劇為何會分立、兩者穿插的形式（間狂言、別狂言）如何形成，這些都還不清楚，歷經南北朝時代貴族的支持，據信在室町時代，能樂已經形成目前通行的形式。安土桃山時代《天正狂言本》流傳至今約有100多首曲目，內容與今日的狂言曲目幾乎相同。到了江戶時代，狂言與能劇被幕府編入「式樂」之中，作為文學讀物刊行的劇本「狂言記」也在民間流行，由此確立狂言的劇本與三大流派。

## 舞台

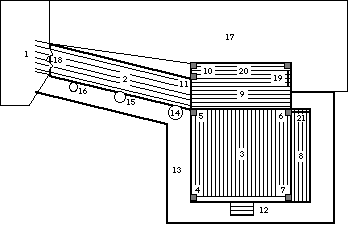
壹、能舞台平面圖

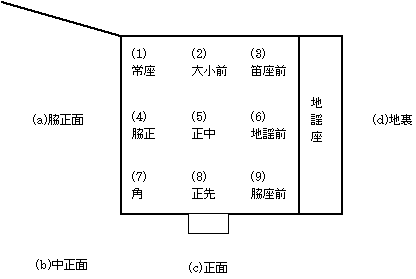
貳、舞台上各位置的名稱

狂言使用能樂的「能舞台」。原則上，角色應該從下首的「鏡之間」（日语：鏡の間，圖壹1）上場，終場時也由鏡之間下台。若要表示角色在劇情中「不在現場」，表演者會安靜的坐在「後見座」（圖壹10）、「狂言座」（圖壹11）或「笛座前」（圖壹6，圖貳3）。反之，若要表達「在現場」，表演者會走到「常座」（圖壹5，圖貳1）、「脇座前」（圖壹7，圖貳9）與「角」（圖壹4，圖貳7）圍成的等腰直角三角形中表演。

## 人物（役柄）
狂言中，主角與能劇一樣，稱為「仕手」（日语：シテ），其搭檔稱為挨答（日语：アド），類似能劇中的脇方（日语：ワキ）。大藏流狂言中，若劇情中出現群眾角色（日语：立衆物，たちしゅうもの），會有一個角色（立頭）帶頭作為代表，稱之為主（日语：オモ）。和泉流狂言則有戲份略輕於挨答的小挨答（日语：小アド）。實際上，劇本記述角色的方式頗為多樣。
角色名稱通常來自日常名詞，比較少有固有的角名。常見角色有「大名」（指名主，亦即地方封建領主）、「果報者」（成功人士）、「太郎冠者、次郎冠者、三郎冠者」、「出家」（指僧侶）、「座頭」（剃度的盲人）、「山伏」（日语：やまぶし）、「素破」（日语：すっぱ，指詐欺師）、「鬼」、「聟」（日语：むこ，大名的女婿）、「商人」等等，大概有十餘種，仕手的角色會決定狂言曲目屬於哪個種類。

## 外型（裝束）
狂言師表演時穿黄色的襪子，而非能劇的白襪子，演出服裝也更貼近平民服飾。
男性角色穿著和服正裝裃（日语：裃），依照角色決定下擺（袴）的長度，是否佩戴冠，是否穿脚絆。女性角色以白布捲頭，穿著小袖（日语：小袖），服裝特稱為「女出立」（日语：おんないでたち）。
演員基本上是素顏出演，但特定劇情會使用面具「狂言面」。與能劇相較，狂言的面具種類較少，但表情比較豐富。主要分为四類：武惡、乙、猿、空吹（日语：うそぶき）。在道具方面，狂言也比能劇簡單，常用扇子、短刀、手杖之類的小道具。

## 音樂
狂言表演主要以對白为主，但也很重視配樂的運用。與沉重悲愴的能劇不同，狂言的音樂舒緩輕鬆許多，通常運用笛子或日本鼓配樂。其歌曲分為謠（長篇唱念）、小謠（短篇唱念）、小吳與囃子物（純演奏）。

## 狂言的種類

### 依使用場合區分
- 本狂言（日语：ほんきょうげん）
通常說的狂言是指本狂言，為獨立完整的演出。
- 間狂言（日语：あいきょうげん）
單闋的表演，通常用於能劇換場串場（間）時，歌舞伎或其他演藝作品也會使用此術語。
- 別狂言（日语：べつきょうげん）
指式三番中狂言方的戲份。通常以角色「翁」演出三番叟（日语：三番叟）（大藏流寫作「三番三」）。

### 本狂言的種類
狂言劇碼稱為「曲目」。《大藏流狂言名寄》以仕手的角色將狂言曲目分類。不同時代與流派的分類有所差異。
- 脇狂言（日语：わききょうげん）
以祝願為主的曲目，在正月演出。包含〈末廣（日语：末広がり (狂言)）〉、〈三本柱〉（日语：三本の柱）、〈狂言（日语：福の神）〉、〈大黒連歌〉、〈筑紫奥〉、〈三人夫〉、〈松楪〉、〈佐渡狐〉、〈鍋八撥〉、〈隠笠〉（和泉流寫作〈日语：〉）、〈寶槌〉（日语：宝の槌）等。
- 大名狂言（日语：だいみょうきょうげん）
以大名為主角，描寫主從關係的曲目。包含〈靱猿（日语：靱猿）〉[8]、〈鬼瓦（日语：鬼瓦 (狂言)）〉、〈粟田口〉、〈入間川〉、〈鼻取相撲〉、〈蚊相撲〉、〈墨塗〉、〈萩大名〉、〈二人大名〉、〈文藏〉、〈富士松〉、〈武悪〉、〈寝音曲〉、〈栗焼〉、〈今參〉（日语：今参り）等。
- 小名狂言（日语：しょうみょうきょうげん）
以大名僕役「太郎冠者」為主角，描寫主從關係的曲目。包含〈千鳥（日语：千鳥 (狂言)）〉、〈附子（日语：附子）〉、〈素袍落（日语：素襖#舞台芸能）〉、〈太刀奪〉、〈止動方角〉、〈鐘聲〉（日语：鐘の音）、〈空腕〉、〈縄綯〉、〈木六駄〉、〈棒縛〉、〈文荷〉、〈呼聲〉等。
- 聟・女狂言（日语：むこ・おんなきょうげん）
以大名女婿「聟」為主角，有女性角色登場的曲目。包含〈花子（日语：花子 (狂言)）〉、〈八幡前〉、〈雞聟〉、〈船渡聟〉、〈水掛聟〉、〈貰聟〉、〈二人袴〉、〈吹取〉、〈釣針〉、〈右近左近〉（和泉流寫作〈内沙汰〉）、〈鎌腹〉、〈箕被〉、〈伯母酒〉（日语：伯母ヶ酒）、〈比丘貞〉、〈千切木〉等。
- 鬼・山伏狂言（日语：おに・やまぶしきょうげん）
以閻魔 、鬼或山伏為主角的曲目，類似能劇的舞狂言（日语：まいきょうげん）也屬之。包含〈髭櫓（日语：髭櫓）〉、〈通圓（日语：通圓#狂言「通圓」）〉、〈柿山伏（日语：柿山伏）〉、〈禰宜山伏〉、〈蟹山伏〉、〈梟〉（和泉流寫作〈梟山伏〉）、〈菌〉（和泉流寫作〈茸〉）、〈蝸牛〉、〈枕物狂〉、〈八尾〉等。
- 出家・座頭狂言（日语：しゅっけ・ざとうきょうげん）
以僧侶、新發意（日语：しんぼち，剛出家的年輕僧侶）或座頭為主角的曲目。包含〈宗論（日语：宗論 (狂言)）〉、〈惡太郎（日语：悪太郎 (狂言)）〉、〈布施無経〉、〈禰宜山伏〉、〈御茶水〉（日语：御茶の水）、〈魚説教〉（和泉流寫作〈魚説法〉）、〈六地蔵〉、〈丼礑〉、〈月見座頭〉、〈猿座頭〉、〈川上〉、〈薩摩守〉、〈伯養〉、〈呂連〉等。
- 集狂言（日语：あつめきょうげん）
不在以上分類當中的曲目。包含〈居杭（日语：居杭）〉（※和泉流寫作〈井杭〉，分類於小名狂言）、〈釣狐（日语：釣狐）〉、〈瓜盗人〉、〈連歌盗人〉、〈金藤左衛門〉、〈茶壺〉、〈磁石〉、〈膏薬練〉、〈酢薑〉、〈横座〉、〈合柿〉、〈芥川〉、〈鳴子遣子〉、〈八句連歌〉等。

## 流派
狂言主要分为三个流派：“大藏流”，“鹭流”与“和泉流”。其中“鹭流”在江户时代已经失传。
和泉流：该流派在表演上偏向浪漫主义风格，出现在17世纪。在东京和名古屋一代比较流行。而在现代，和泉流又分为了几个流派，主要是三宅藤九郎家（东京）、野村万藏家（东京）、狂言共同公司（名古屋）、野村又三郎家（名古屋）。
大藏流：该流派的演出风格比起和泉流更为正统。而在现代，大藏流主要分为：大藏本支（东京）、茂山忠三郎家（京都）、茂山千五郎家（京都）、善竹家（关西·东京）、山本东次郎家（东京）。